# Fiebing
Fiebing ist ein Ort in der Gemeinde Großefehn im Landkreis Aurich in Ostfriesland.
Die Moorkolonie Fiebing wurde 1783 gegründet. Sie ist nach dem ersten Siedler Tamme Tammen Fiebing benannt. Im Kirchenbuch von Uplengen wurde es 1797 Fiebings-Feld, im Kirchenbuch von Strackholt in der Zeit von 1791 bis 1806 als Fiebingsfehn bezeichnet, woraus schließlich Fiebing wurde.
Kirchlich gehört das Dorf zur Kirchengemeinde Strackholt. Seit dem 1. Juli 1972 gehört es zur Gemeinde Großefehn.

## Politik
Der Ortsrat, der den Ortsteil Fiebing vertritt, setzt sich aus fünf Mitgliedern zusammen. Die Ratsmitglieder werden durch eine Kommunalwahl für jeweils fünf Jahre gewählt. Die aktuelle Amtszeit begann am 1. November 2021 und endet am 31. Oktober 2026.
Bei der Kommunalwahl 2021 ergab sich folgende Sitzverteilung:
- Fiebinger Wählerliste (FWL): 5 Sitze